# AACTA al miglior regista
L'AACTA al miglior regista (AACTA Award for Best Direction) è un premio cinematografico che viene assegnato annualmente al regista di un film di produzione australiana votato come migliore dall'Australian Academy of Cinema and Television Arts.
Assegnato dal 1971 al 1975 come premio speciale, e dal 1976 come premio regolare, è stato consegnato dall'Australian Film Institute fino al 2010 con il titolo di AFI al miglior regista.
Bruce Beresford, Rolf de Heer, Ray Lawrence, Baz Luhrmann, George Miller, Fred Schepisi, Warwick Thornton e Peter Weir sono i registi più premiati, con due vittorie a testa. Paul Cox è invece il regista con una sola vittoria maggiormente candidato, ben sette volte.

## Vincitori e candidati

### Anni 1970
- 1971
  - Peter Weir - Homesdale
- 1972
  - Tim Burstall - Stork
- 1973
  - Eric Porter - Marco Polo Junior Versus the Red Dragon
- 1975
  - John Power - Billy and Percy
- 1976
  - Fred Schepisi - Il cortile del diavolo (The Devil's Playground)
  - Tim Burstall - End Play
  - Bert Deling - Pure S
  - Peter Weir - Picnic ad Hanging Rock (Picnic at Hanging Rock)
- 1977
  - Bruce Beresford - Don's Party
  - Chris Löfvén - Oz
  - Philippe Mora - Braccato a vita (Mad Dog Morgan)
  - Henri Safran - Il ragazzo della tempesta (Storm Boy)
- 1978
  - Phillip Noyce - Newsfront
  - John Duigan - Mouth to Mouth
  - Fred Schepisi - The Chant of Jimmie Blacksmith
  - Peter Weir - L'ultima onda (The Last Wave)
- 1979
  - Gillian Armstrong - La mia brillante carriera (My Brilliant Career)
  - Donald Crombie - Cathy's Child
  - Esben Storm - In Search of Anna
  - George Miller - Interceptor (Mad Max)

### Anni 1980
- 1980
  - Bruce Beresford - Esecuzione di un eroe (Breaker Morant)
  - John Honey - Manganinnie
  - Stephen Wallace - Stir
  - Simon Wincer - Harlequin
- 1981
  - Peter Weir- Gli anni spezzati (Gallipoli)
  - Bruce Beresford - The Club
  - John Duigan - Winter of Our Dreams
  - Claude Whatham - Hoodwink
- 1982
  - George Miller - Interceptor - Il guerriero della strada (Mad Max 2)
  - Carl Schultz - Goodbye Paradise
  - Paul Cox - Cuori solitari (Lonely Hearts)
  - Michael Pattinson - Un passo avanti (Moving Out)
- 1983
  - Carl Schultz - Careful, He Might Hear You
  - Paul Cox - L'uomo dei fiori (Man of Flowers)
  - Simon Wincer - Corri cavallo corri (Phar Lap)
  - Peter Weir - Un anno vissuto pericolosamente (The Year of Living Dangerously)
- 1984
  - Paul Cox - My First Wife
  - Gil Brealey - Annie's Coming Out
  - Ken Cameron - Fast Talking
  - Sophia Turkiewicz - Silver City
- 1985
  - Ray Lawrence- Bliss
  - Bill Bennett - Una strada per morire (A Street to Die)
  - Bob Ellis - Unfinished Business
  - Glenda Hambly - Fran
- 1986
  - Nadia Tass - Malcolm
  - Paul Cox - Cactus
  - George Ogilvie - Short Changed
  - Bruce Beresford - The Fringe Dwellers
- 1987
  - John Duigan - The Year My Voice Broke
  - Michael Pattinson e Bruce Myles - Ground Zero
  - Gillian Armstrong - High Tide
  - Roger Scholes - The Tale of Ruby Rose
- 1988
  - Vincent Ward - Navigator - Un'odissea nel tempo (The Navigator: A Medieval Odyssey)
  - Pino Amenta - Boulevard of Broken Dreams
  - Craig Lahiff - La vedova non veste di nero (Fever)
  - Don McLennan - Mullaway
- 1989
  - Fred Schepisi - Un grido nella notte (Evil Angels)
  - Paul Cox - Island
  - Ben Lewin - La misteriosa morte di Georgia White (Georgia)
  - Phillip Noyce - Ore 10 - Calma piatta (Dead Calm)

### Anni 1990
- 1990
  - Ray Argali - Return Home
  - Paul Cox - Golden Braid
  - Jerzy Domaradzki - Struck by Lightning
  - Stephen Wallace - Giuramento di sangue (Blood Oath)
- 1991
  - Jocelyn Moorhouse - Istantanee (Proof)
  - Rolf de Heer - Dingo
  - Jackie McKimmie - Aspettare (Waiting)
  - John Ruane - Death in Brunswick
- 1992
  - Baz Luhrmann - Ballroom - Gara di ballo (Strictly Ballroom)
  - Gillian Armstrong - Ultimi giorni da noi (The Last Days of Chez Nous)
  - Bruce Beresford - Manto nero (Black Robe)
  - Geoffrey Wright - Skinheads (Romper Stomper)
- 1993
  - Jane Campion - Lezioni di piano (The Piano)
  - Michael Jenkins - Amore ribelle (The Heartbreaker Kid)
  - James Ricketson - Blackfellas
  - Richard Lowenstein - Say a Little Prayer
- 1994
  - Rolf de Heer - Bad Boy Bubby
  - Stephan Elliott - Priscilla - La regina del deserto (The Adventures of Priscilla, Queen of the Desert)
  - P. J. Hogan - Le nozze di Muriel (Muriel's Wedding)
  - Alkinos Tsilimidos - Everynight ... Everynight
- 1995
  - Michael Rymer - Angel Baby
  - Richard Franklin - Hotel Sorrento
  - Margot Nash - Vacant Possession
  - John Ruane - Quell'occhio, il cielo (That Eye, the Sky)
- 1996
  - Scott Hicks - Shine
  - Paul Cox - Lust and Revenge
  - Peter Duncan - Figli della rivoluzione (Children of the Revolution)
  - Clara Law - Fu sheng
- 1997
  - Bill Bennett - Kiss or Kill
  - David Caesar - Idiot Box
  - Chris Kennedy - Patsy Cline (Doing Time for Patsy Cline)
  - Samantha Lang - Il pozzo (The Well)
- 1998
  - Rowan Woods - The Boys
  - Ana Kokkinos - Head On
  - Craig Monahan - The Interview
  - Rachel Perkins - Radiance
- 1999
  -  Gregor Jordan - Two Hands
  - Christina Andreef - Soft Fruit
  - Bill Bennett - In a Savage Land
  - John Curran - Praise

### Anni 2000
- 2000
  - Andrew Dominik - Chopper
  - Pip Karmel - Nei panni dell'altra (Me Myself I)
  - Jonathan Teplitzky - Better Than Sex
  - Kate Woods - Terza generazione (Looking for Alibrandi)
- 2001
  - Ray Lawrence - Lantana
  - David Caesar - Mullet
  - Robert Connolly - The Bank - Il nemico pubblico nº 1 (The Bank)
  - Baz Luhrmann - Moulin Rouge!
- 2002
  - Ivan Sen - Beneath Clouds
  - Tony Ayres - Walking on Water
  - Rolf de Heer - The Tracker
  - Phillip Noyce - La generazione rubata (Rabbit-Proof Fence)
- 2003
  - Sue Brooks - Japanese Story
  - Gregor Jordan - Ned Kelly
  - Paul Moloney - Crackerjack
  - Jonathan Teplitzky - Gettin' Square
- 2004
  - Cate Shortland - Somersault
  - Khoa Do - The Finished People
  - Jan Sardi - Corrispondenza d'amore (Love's Brother)
  - Alkinos Tsilimidos - Tom White
- 2005
  - Sarah Watt - Look Both Ways - Amori e disastri (Look Both Ways)
  - John Hillcoat - La proposta (The Proposition)
  - Greg McLean - Wolf Creek
  - Rowan Woods - Little Fish
- 2006
  - Rolf de Heer e Peter Djigirr - 10 canoe (Ten Canoes)
  - Paul Goldman - Suburban Mayhem
  - Clayton Jacobson - Kenny
  - Ray Lawrence - Jindabyne
- 2007
  - Tony Ayres - The Home Song Stories
  - Cherie Nowlan - Il matrimonio è un affare di famiglia (Clubland)
  - Richard Roxburgh - Meno male che c'è papà - My Father (Romulus, My Father)
  - Matthew Saville - Noise
- 2008
  - Elissa Down - The Black Balloon
  - Peter Duncan - Unfinished Sky
  - Nash Edgerton - The Square
  - Dee McLachlan - The Jammed
- 2009
  - Warwick Thornton - Samson and Delilah
  - Bruce Beresford - Mao's Last Dancer
  - Robert Connolly - Balibo
  - Rachel Ward - Beautiful Kate

### Anni 2010
- 2010
  - David Michôd - Animal Kingdom
  - Julie Bertuccelli - L'albero (The Tree)
  - Jane Campion - Bright Star
  - Jeremy Sims - Le colline della morte (Beneath Hill 60)
- 2012
  - Justin Kurzel - Snowtown
  - Daniel Nettheim - The Hunter
  - Fred Schepisi - The Eye of the Storm
  - Kriv Stenders - Red Dog
- 2013
  - Wayne Blair - The Sapphires
  - Kieran Darcy-Smith - Wish You Were Here
  - Cate Shortland - Lore
  - Jonathan Teplitzky - Burning Man
- 2014
  - Baz Luhrmann - Il grande Gatsby (The Great Gatsby)
  - Kim Mordaunt - The Rocket
  - Ivan Sen - Mystery Road
  - Jonathan auf der Heide, Tony Ayres, Simon Stone, Jub Clerc, Robert Connolly, Shaun Gladwell, Rhys Graham, Justin Kurzel, Yaron Lifschitz, Anthony Lucas, Claire McCarthy, Ian Meadows, Ashlee Page, Stephen Page, Warwick Thornton, Marieka Walsh, Mia Wasikowska e David Wenham - The Turning
- 2015/I
  - Jennifer Kent - Babadook (The Babadook)
  - Rolf de Heer - Charlie's Country
  - David Michôd - The Rover
  - Michael e Peter Spierig - Predestination
- 2015/II
  - George Miller - Mad Max: Fury Road
  - Neil Armfield - Holding the Man
  - Jocelyn Moorhouse - The Dressmaker - Il diavolo è tornato (The Dressmaker)
  - Jeremy Sims - Last Cab to Darwin
- 2016
  - Mel Gibson - La battaglia di Hacksaw Ridge (Hacksaw Ridge)
  - Bentley Dean e Martin Butler - Tanna
  - Rosemary Myers - Girl Asleep
  - Ivan Sen - Goldstone
- 2017
  - Garth Davis - Lion - La strada verso casa (Lion)
  - Cate Shortland - Berlin Syndrome - In ostaggio (Berlin Syndrome)
  - Jeffrey Walker - Il matrimonio di Ali (Ali's Wedding)
  - Ben Young - Hounds of Love
- 2018
  - Warwick Thornton - Sweet Country
  - Simon Baker - Breath
  - Bruce Beresford - Ladies in Black
  - Joel Edgerton - Boy Erased - Vite cancellate (Boy Erased)